# 1. januar
1. januar er dag 1 i året i den gregorianske kalender. Der er 364 dage tilbage af året (365 i skudår).
- Dagen har ikke noget navn i den officielle navnekalender.
- Dagens latinske navn er Novi anni Festum.
- Det er en af de uheldige dage i Tycho Brahes kalender.
- Det er officiel flagdag i Danmark, Norge og Sverige i anledning af nytårsdag, som er helligdag i alle de nordiske lande. Dronning Margrethe afholder nytårskur.
- Dagen er nationaldag i Sudan og på Cuba.

### Begivenheder
Født - Dødsfald
- 89 - Lucius Antonius Saturninus bliver romersk kejser.
- 404 - De sidste gladiatorkampe afholdes i Rom.
- 990 - Rusland indfører den julianske kalender.
- 1438 - Albrecht II af Habsburg bliver konge af Ungarn.
- 1443 - Christoffer 3. af Bayern krones i Ribe til dansk konge.
- 1583 - Tyskland og Schweiz indfører den gregorianske kalender.
- 1622 - De pavelige myndigheder tilslutter sig, at året begynder den 1. januar - hidtil har det været den 25. marts.
- 1651 - Karl 2. af England krones til konge af Skotland.
- 1660 - Englænderen Samuel Pepys begynder at skrive sin berømte dagbog.
- 1700 - Rusland udskifter den byzantinske kalender med den julianske kalender.
- 1700 - Den protestantiske del af Vesteuropa (med undtagelse af England) begynder at anvende den gregorianske kalender.
- 1764 - Mozart spiller for den kongelige familie i Versailles, i en alder af 8 år.
- 1772 - London Credit Exchange Company udsteder de første rejsechecks, som accepteres i 90 byer og giver garanti mod tyveri.
- 1781 - Den første jernbro nogensinde åbnes i Shropshire, England.
- 1785 - John Walter udgiver det første nummer af Daily Universal Register. I 1788 tager det navneforandring til The Times.
- 1787 - Klubben "Det militære selskab" påbegynder sin virksomhed. Klubbens bibliotek blev grundstammen i Det Kongelige Garnisonsbiblioteks samlinger.
- 1788 - Kvækerne i Pennsylvania frigiver deres slaver.
- 1801 - Giuseppe Piazzi, Palermo opdager den første asteroide, Ceres, mellem Mars og Jupiter.
- 1801 - Storbritannien (England & Skotland) og Irland danner unionen, United Kingdom.
- 1803 - Christian 7.'s "Forordning om Neger-Handelen" fra 1792, der forbyder slavehandel og transport af slaver til De Vestindiske Øer træder i kraft. Slaveriet på øerne ophæves dog først i 1848.
- 1818 - Chile udråbes til republik efter 7 års oprør mod det spanske herredømme.
- 1839 - Der oprettes et grænsegendarmerie corps af personel fra Livregiment Kyrasserer, Livregiment Dragroner og Holstenske Landsnerregiment. Korpset ophører 30. december 1848.
- 1841 - Det første kamera, fuldstændig af metal, sendes på markedet af Voigtländer, Wien.
- 1849 - Usserød Klædefabrik starter sin virksomhed under Krigsministeriet, selvom den i flere år før var drevet af civile.
- 1849 - Det militære brødbagningsetablissement i Kastellet overgår, efter at have været drevet af civile siden 1670, til Forplejningsvæsnet under navnet Hærens Brødfabrik. Den nedlægges 31. marts 1961, hvor den hed "Den militære Brødfabrik".
- 1851 - Østerport i København holdes åben om natten - byen er ikke længere aflåst.
- 1858 - Canada går over til decimalsystemet i sin valuta.
- 1858 - Van Diemen's Land omdøbes til Tasmanien.
- 1875 - Kronemønten indføres i Danmark.
- 1877 - Englands dronning Victoria udråbes til kejserinde af Indien.
- 1890 - For første gang bruges der målnet i en fodboldkamp. Det sker i Bolton.
- 1892 - Ellis Island begynder at behandle immigranter til USA.
- 1893 - Japan går over til den gregorianske kalender.
- 1894 - Danmark tilknyttes den midteuropæiske tidszone.
- 1901 - Efter mange svære forhandlinger og flere folkeafstemninger erklæres Australien en forbundsstat.
- 1905 - Officiel åbning af den transsibiriske jernbane, som ender i Vladivostok i Østrusland.
- 1907 - Theodore Roosevelt sætter håndtryksrekord for statschefer ved at trykke 8.513 mennesker i hånden ved nytårsmodtagelsen i Det Hvide Hus.
- 1909 - Som det første land i verden indfører England folkepension.
- 1912 - Dr. Sun Yat Sen danner Republikken Kina.
- 1913 - Filmcensur indføres i England.
- 1914 - I Florida, USA, indledes verdens første planmæssige ruteflytrafik.
- 1915 - Den tyske U-24 sænker det engelske slagskib Formidable ved Plymouth.
- 1917 - Sverige indfører kørekortspligt for bilister.
- 1918 - På grund af fødevaremangel i Danmark rationeres flæskekød.
- 1918 - Rusland overgår til den gregorianske kalender.
- 1920 - Postgirosystemet i Danmark træder i kraft.
- 1922 - I Vancouver begynder man at køre i højre side af vejen.
- 1923 - Grækenland overgår til den gregorianske kalender, som nu er indført "over hele verden".
- 1925 - Norges hovedstad Kristiania skifter navn til Oslo.
- 1925 - Som start på det nye års første dag bliver klokkespillet på Københavns Rådhus ved midnat transmitteret direkte over Danmarks Radio. Det bliver fremover en fast nytårstradition.
- 1932 - Ford og den russiske stat starter produktionen på bilfabrikken GAZ (Gorkovskij Avtomobilnij Zavod).
- 1935 - Præsident Mustapha Kemal Pasha benævner sig selv Atatürk - tyrkernes fader.
- 1941 - Statsminister Th. Stauning holder en radiotransmitteret nytårstale til danskerne. Det er starten på en tradition, hvor landets politiske overhovede på årets første dag taler til nationen.
- 1945 - De Forenede Nationer (FN) træder sammen for første gang.
- 1945 - Tyskerne begynder tilbagetrækning fra Ardennerne.
- 1946 - ENIAC, den første amerikanske computer bygges af Mauchly og Eckert.
- 1946 - Kejser Hirohito af Japan bekendtgør, at han ikke er Gud.
- 1948 - British Railways nationaliseres.
- 1956 - Som det første afrikanske land opnår Sudan selvstændighed.
- 1956 - Elvis Presley indspiller Heartbreak Hotel for RCA i Nashville.
- 1958 - Rom-traktaten træder i kraft, og danner de Europæiske Økonomiske Fællesskaber (EF).
- 1959 - Diktatoren Fulgencio Batista på Cuba styrtes af Fidel Castro.
- 1960 - Den franske del af Cameroun opnår selvstændighed.
- 1961 - P-pillen kommer i handel i England.
- 1963 - Kl. 12.00 går Danmarks Radios Program 3 i luften for første gang.
- 1965 - Den palæstinensiske al Fatah organisation dannes.
- 1965 - Som den første fodboldspiller nogensinde bliver engelske Stanley Matthews adlet.
- 1967 - Forsvarets pædagogiske Råd oprettes.
- 1969 - Et regulativ ved forsvaret bestemmer, at alle værnepligtige fremover skal tiltales med navn i stedet for nummer.
- 1970 - Kildeskatten indføres.
- 1970 - Forsvarskommandoen oprettes, samtidig bortfalder betegnelsen Hærkommandoen og får navn af Chefen for Hæren.
- 1973 - Danmark, Irland og Storbritannien træder ind i EF.
- 1974 - I etagebyggeri opført fra denne dato skal beboerne hente deres post i et centralt postkasseanlæg i stueetagen.
- 1975 - Skuespilleren Charlie Chaplin bliver adlet.
- 1978 - 213 omkommer, da en Boeing 747 eksploderer kort efter start fra Bombay i Indien.
- 1981 - Grækenland bliver medlem nr. 10 af EF.
- 1986 - Spanien og Portugal bliver fuldgyldige medlemmer af EF.
- 1993 - Tjekkoslovakiet opdeles i Tjekkiet og Slovakiet.
- 1994 - NAFTA træder i kraft, hvorved der indføres et toldfrit område bestående af USA, Canada og Mexico.
- 1994 - Hjemmeservice-ordningen træder i kraft, så private kan få tilskud på 65 kr/t til blandt andet rengøring.
- 1998 - Der indføres tvungne periodiske syn af person- og varebiler. Bilerne indkaldes første gang fire år efter første registreringsdato, og derefter hvert andet år.
- 2000 - Kalenderen er skiftet til år 2000 uden de store sammenbrud i computersystemer, som ellers var frygtet.
- 2002 - Statsminister Anders Fogh Rasmussen annoncerer i sin nytårstale det omdiskuterede opgør med smagsdommere.
- 2002 - 12 EU-lande får ny valuta, da Euroen bliver indført som fælles mønt.
- 2003 - Bornholms nye storkommune afløser de hidtidige fem kommuner og amtet på øen.
- 2004 - DSB kører gratis mellem Odense og Svendborg i hele januar som kompensation for de mange aflysninger og forsinkelser sidste år.
- 2005 - Fremover skal betales et dankortgebyr på 50 øre pr. transaktion, men op til folketingsvalget måneden efter lover alle partier, at det vil blive fjernet, og dette sker kort tid efter valget.
- 2007 - Som følge af Strukturreformen nedlægges landets 14 amter og 271 kommuner og erstattes af 5 regioner og 98 kommuner.
- 2008 - Euroen afløser det cypriotiske pund og den maltesiske lira.
- 2009 - Slovakiet får indført Euro
- 2010 - Tegneren Kurt Westergaard der er kendt for en af de kontroversielle Muhammedtegninger, udsættes for et drabsforsøg af en 28-årig somalisk mand.
- 2011 - Euroen afløser den estiske kroon.
- 2015 - Litauen indfører euroen som valuta.
- 2023 - Prins Joachims børn Nikolai, Felix, Henrik og Athena mister deres titler som prinser og prinsesse og er fremover grever og komtesse.

### Født
- 1431 - Alexander 6., spanskfødt pave (død 1503).
- 1449 - Lorenzo de' Medici, florentinsk statsmand (død 1492).
- 1520 - Peder Oxe, dansk rigshofmester (død 1575).
- 1638 - Niels Steensen alias Nicolai Steno, dansk teolog, anatom og geolog (død 1686)
- 1655 - Mads Pedersen Rostock, dansk præst og digter (død 1713)
- 1690 - Christian Falster, dansk rektor og digter (død 1752)
- 1735 - Paul Revere, amerikansk sølvsmed og patriot (død 1818).
- 1805 - Fritz Petzholdt, dansk landskabsmaler (død 1838).
- 1843 - Julie Møller, dansk skuespiller (død 1907).
- 1847 - Rodolfo Amadeo Lanciani, italiensk arkæolog (død 1929).
- 1861 - Marcellin Boule, fransk geolog og antropolog (død 1942).
- 1862 - Pierre de Coubertin, fransk baron og ophavsmand til de moderne olympiske lege (død 1937).
- 1866 - Peter Elfelt, dansk filmfotograf (død 1931).
- 1878 - Agner Krarup Erlang, dansk matematiker og ingeniør (død 1929).
- 1879 - William Fox, amerikansk grundlægger af Fox Films (død 1952).
- 1879 - E.M. Forster, engelsk forfatter (død 1970).
- 1887 - Wilhelm Canaris, tysk admiral (død 1945).
- 1892 - Martin Niemöller, tysk præst og ubådskaptajn (død 1984).
- 1892 - Tamon Yamaguchi, japansk admiral (død 1942).
- 1894 - Satyendra Nath Bose, indisk matematiker (død 1974).
- 1895 - J. Edgar Hoover, chef for F.B.I. (død 1972).
- 1900 - Chiune Sugihara, japansk diplomat (død 1986).
- 1903 - Martin Hansen, dansk skuespiller (død 1988).
- 1906 - Aksel Møller, dansk politiker (død 1958).
- 1912 - Harold Philby, engelsk spion (død 1988).
- 1919 - J.D. Salinger, amerikansk forfatter (død 2010).
- 1919 - Lauge Dahlgaard, dansk politiker og minister (død 1996).
- 1927 - James Reeb, amerikansk Unitarpræst (død 1965).
- 1932 - Verner Dalskov, tidligere borgmester i Odense.
- 1936 - Kai Dige Bach, dansk erhvervsmand og politiker.
- 1942 - Alassane Ouattara, ivorianske økonom og politiker, præsident for Elfenbenskysten.
- 1942   - Country Joe McDonald, amerikansk rockmusiker.
- 1942   - Judy Stone, australsk popsanger.
- 1944 - Daimi Gentle, dansk sanger og skuespiller.
- 1944   - Omar al-Bashir, sudanesisk feltmarskal og politiker, Sudans 7. præsident.
- 1945 - Jacky Ickx, belgisk racerkører.
- 1945   - Peter Duncan, australsk politiker.
- 1945   - Max Julien, amerikansk skuespiller.
- 1946 - Rivellino, brasiliansk fodboldspiller og manager.
- 1948 - Bernard Thévenet, fransk cykelrytter.
- 1950 - Anniqa, svensk slangepige og stærk kvinde.
- 1950   - Tony Currie, engelsk fodboldspiller.
- 1954 - Jan Gruwier Larsen, dansk jazzmusiker.
- 1954 - Richard Gibson, engelsk skuespiller.
- 1958 - Grandmaster Flash, Barbados-født hip-hop musiker.
- 1959 - Michael Hasselflug, dansk skuespiller.
- 1961 - Jeanne Boel, dansk sanger og skuespiller.
- 1969 - Kirsten Palmer, dansk journalist og studievært på TV2 News.
- 1969 - Paul Lawrie, engelsk golfspiller.
- 1972 - Lilian Thuram, fransk fodboldspiller.
- 1981 - Jonas Armstrong, irsk skuespiller.
- 1986 - Rannva Joensen, dansk sangerinde.
- 1986 - Colin Morgan, nordirsk skuespiller.

### Dødsfald
- 1515 - Ludvig 12., fransk konge (født 1462).
- 1559 - Christian 3., dansk konge (født 1503).
- 1748 - Johann Bernoulli, schweizisk matematiker (født 1667).
- 1766 - James Stuart, engelsk tronprætendent (født 1688).
- 1787 - Johann Christian Bach, tysk komponist (født 1735).
- 1817 - Martin Heinrich Klaproth, tysk kemiker (født 1743).
- 1894 - Heinrich Rudolf Hertz, tysk fysiker (født 1857).
- 1895 - Niels Peder Christian Holsøe, dansk arkitekt (født 1826).
- 1901 - Sophus Schandorph, dansk forfatter (født 1836).
- 1953 - Hank Williams, sanger og guitarist (født 1923).
- 1966 - Vincent Auriol, fransk politiker og præsident (født 1884).
- 1972 - Maurice Chevalier, fransk entertainer og skuespiller (født 1888).
- 1972 - Lulu Gauguin, dansk forfatter (født 1937).
- 1976 - Elisabeth Hude, dansk litteraturhistoriker (født 1894).
- 1996 - Hans Rasmussen, dansk politiker og forbundsformand (født 1902).
- 2002 - Mohand Arab Bessaoud, berber aktivist og forfatter (født 1924).
- 2009 - Gert Petersen, tidl. dansk politiker (født 1927).
- 2011 - Flemming "Bamse" Jørgensen, dansk sanger (født 1947).
- 2012 - Anders Frandsen, dansk sanger og tv-vært (født 1960).
- 2018 - Teddy Edelmann, dansk sanger (født 1941).
- 2019 - Lennart von Lowzow, dansk orlogskaptajn (født 1927).
- 2020
  - Don Larsen, Amerikansk baseballer (født 1929).
  - David Stern, NBA kommisser  (født 1942).
- 2023 - Lise Nørgaard, dansk journalist, redaktør, forfatter og manuskriptforfatter (født 1917).

|  | Denne datoartikel kan blive bedre, hvis der indsættes et (bedre) billede Du kan hjælpe ved at afsøge Wikimedia Commons for et passende billede eller uploade et godt billede til Wikimedia Commons iht. de tilladte licenser og indsætte det i artiklen. |